# Nabat EP
Il nuovo EP omonimo dei Nabat è stato pubblicato nel 2013 dall'Ansaldi Records su vinile 7".
Dopo diciassette anni di assenza dagli studi di registrazione, la formazione bolognese pubblica tre brani inediti registrati ai West Link studios di Pisa con Alessandro Paolucci e Alessandro Sportelli.

## Tracce
1. Hei Boot boys
2. Braccato
3. Lo stile dal basso